# 季賓齊
49°31′29″N 30°46′42″E / 49.52472°N 30.77833°E
季賓齊（烏克蘭語：Дибинці）是位於烏克蘭北部的村莊，由基辅州奧布希夫區的博胡斯拉夫市鎮負責管轄。該村始建於1239年，面積3.05平方公里，海拔高度160米，2001年人口1,154，人口密度每平方公里378.4人。